# KENSchool
KENスクール（ケンスクール）は株式会社シンクスバンクが運営している、民間のコンピュータ技術者育成スクールである。1988年10月創立。

## 概要
KENスクールはコンピューターに関わる6分野（Office・WEBデザイン・ネットワーク・プログラム・CAD）において、高度人材育成の為のコンピューター教育を目指す民間のパソコンスクール。母体企業は株式会社シンクスバンク。
KENスクールの母体となるケンソフトは1988年10月、高橋秀治を代表取締役社長とし千葉県松戸市に設立。同年10月松戸校設立。2005年4月に本社を東京都千代田区に移転。パソコン教室経営と連動して、1999年5月から派遣部門を設立。2007年3月またWeb部門ではテンプスタッフテクノロジーと提携しWebディレクターを育成するD-Pro講座を開設。
東日本大震災以降、法人研修が相次いでキャンセルになるなど資金繰りが悪化したため、2012年7月20日にケンソフトからシンクスバンクに事業を譲渡。旧運営会社であったケンソフトは、事業譲渡の3日後である同年7月23日に東京地方裁判所へ破産を申請。同日付で破産手続開始決定を受けた。

## 沿革

### ケンソフト運営時代
- 1988年（昭和63年）
  - 10月 - 株式会社ケンソフト設立。
  - 10月 - KENSchool松戸校開校。
- 1993年（平成 5年）5月 - KEN OA SCHOOL 柏校開校。
- 1997年（平成 9年）
  - 2月 - KEN OA SCHOOL 赤羽校開校。
  - 9月 - KEN OA SCHOOL 川口校開校。
- 1999年（平成11年）5月 - KEN OA SCHOOL 浦和校開校。
- 2000年（平成12年）
  - 10月 - KEN OA SCHOOL 新宿校開校。
  - 10月 - KEN IT Engineer SCHOOL 新宿校開校。
- 2001年（平成13年）3月 - KEN OA SCHOOL 大宮校開校。
- 2002年（平成14年）
  - 1月 - KEN IT Engineer SCHOOL 柏校開校。
  - 1月 - KEN IT Engineer SCHOOL 大宮校開校。
  - 3月 - KEN OA SCHOOL 池袋校開校。
  - 3月 - KEN IT Engineer SCHOOL 池袋校開校。
- 2003年（平成15年）
  - 1月 - KEN OA SCHOOL 渋谷校開校。
  - 1月 - KEN IT Engineer SCHOOL 渋谷校開校。
  - 9月 - KEN OA SCHOOL 船橋校開校。
  - 9月 - KEN IT Engineer SCHOOL 船橋校開校。
  - 9月 - KEN OA SCHOOL 横浜校開校。
  - 9月 - KEN IT Engineer SCHOOL 横浜校開校。
- 2004年（平成16年）
  - 1月 - KEN OA SCHOOL 蒲田校開校。
  - 1月 - KEN IT Engineer SCHOOL 蒲田校開校。
  - 1月 - 全校にてKEN WEB SCHOOLを開校。
- 2005年（平成17年）
  - 1月 - KEN OA SCHOOL 北千住校開校。
  - 1月 - KEN WEB SCHOOL 北千住校開校。
  - 4月 - 本社移転。
- 2008年（平成20年）
  - 6月 - KEN OA SCHOOL 立川校開校。
  - 6月 - KEN WEB SCHOOL 立川校開校。
  - 6月 - KEN IT Engineer SCHOOL 立川校開校。
- 2010年（平成22年）
  - 2月 - KEN IT Engineer SCHOOL 梅田校・京都校開校。
- 2012年（平成24年）
  - 7月 - 7月20日に株式会社シンクスバンクにパソコンスクール事業、法人教育事業を事業譲渡して事業停止。ケンソフトは7月23日に破産手続開始決定を受ける。

### シンクスバンク運営時代
- 2012年（平成24年）
  - 7月 - 株式会社シンクスバンクとしてITスクール事業を継続。継続校舎は「新宿本校」「梅田校」「池袋校」「銀座校」「京都校」「北千住校」「横浜校」
  - 10月 - セキュリティ技術者の育成の促進として、 株式会社サイバーディフェンス研究所との提携及び基本合意を発表。
  - 11月 - 株式会社アエリアの100％出資子会社である株式会社スリーエス（取締役社長 田中勝）の全株式を譲り受けることについて合意。
- 2013年（平成25年）
  - 6月 - 　日本Webソリューションデザイン協会（JWSDA）の新検定『Webディレクション検定』の対策講座を開講。
  - 10月 -  KENスクール銀座校・京都校閉校。
- 2014年（平成26年）
  - 12月 -  KENスクール名古屋校開校。
- 2015年（平成27年）
  - 8月 -  学習サービス事業者向け国際規格「ISO29990」を認証取得。

## 所在地
- 本部： 東京都豊島区西池袋1-11-1 メトロポリタンプラザビル 20F
- 新宿本校： 東京都渋谷区代々木2-9-2久保ビル 4F
- 池袋校： 東京都豊島区西池袋1-11-1 メトロポリタンプラザビル 20F
- 北千住校： 東京都足立区2-59 金子ビル 5F
- 横浜校： 神奈川県横浜市西区高島2-19-12 横浜スカイビル 20F
- 名古屋校： 愛知県名古屋市西区牛島町6-1 名古屋ルーセントタワー 39F
- 梅田校： 大阪府大阪市北区梅田2-2-2 ヒルトンプラザウエストオフィスタワー11F

### 所在地 （閉校 2013年10月時点）
- 渋谷校： 東京都渋谷区渋谷1-14-11 小林ビル 6F
- 蒲田校： 東京都大田区蒲田5-14-1 蒲田三和ビル 4F
- 立川校： 東京都立川市曙町2-6-1立川中央ビルディング 9F
- 銀座校： 東京都中央区銀座4-3-13 コイズミビル 5F
- 浦和校： 埼玉県さいたま市浦和区高砂1-5-1 IS浦和ビル 8F
- 大宮校： 埼玉県さいたま市大宮区桜木町1-1-27小暮ビル 7F
- 船橋校： 千葉県船橋市本町1-3-1 Faceビル 7F
- 松戸校： 千葉県松戸市本町1-112 日発ビル 6F
- 柏校： 千葉県柏市旭町1-1-2 アソルティカシワ 5F
- 京都校： 京都府京都市下京区立売中之町99 四条SETビル 8F

## 法人資格
- Apple認定 トレーニングスクール。
- LPI-Japan Platinum Sponsor 兼LPI-Japan認定校。
- マイクロソフトパートナーシルバー。
- VBA Expert認定校。
- 日本商工会議所文章処理マスター指定教育機関。